# African MMA League
La African MMA League (AML) es una organización de artes marciales mixtas (MMA) originaria de Costa de Marfil, que reúne a los luchadores de MMA de la región de África Occidental. Las competiciones tienen lugar en el Centro Cultural y Deportivo ivoiro-coreano Alassane-Ouattara de Cocody, en Abiyán, Costa de Marfil. La organización tiene como objetivo fortalecer la visibilidad del MMA en el continente africano, promover las habilidades de los peleadores de la región y contribuir al desarrollo y reconocimiento del deporte en África.

## Introduction
Cientos de jóvenes se están interesando cada vez más en las artes marciales mixtas en África y particularmente en Costa de Marfil desde los primeros combates del primer campeonato profesional de esta disciplina deportiva el 21 de octubre de 2023, en Abiyán.
Impulsado por la empresa de promoción estadounidense Ultimate Fighting Championship (UFC), este deporte fue introducido en tierras marfileñas desde el 17 de enero de 2023, por la African MMA League y el Colectivo de Promotores de Deportes de Combate-Costa de Marfil (CPSC-CI), y está generando entusiasmo entre los jóvenes que deciden convertirlo en una profesión.

## Creación
Las artes marciales mixtas surgieron a mediados del Siglo XX (aún se debate si sus origenes datan en Brasil o en Japón) y actualmente son uno de los deportes que experimenta un crecimiento más rápido en el mundo. Según un informe reciente de la empresa Sfia, es el segundo deporte después de las carreras de aventuras en cuanto a movilización del público, registrando un aumento del 19,5% desde 2013. Las MMA han alcanzado tal popularidad que sus combates atraen la atención de los sitios de apuestas deportivas en línea.
El deporte está en plena expansión con la presencia de grandes nombres como los nigerianos Kamaru Usman e Israel Adesanya, y el camerunés Francis Ngannou. Las MMA están dando sus primeros pasos en África Occidental. Por esta razón, Ismaël Bakayoko (presidente de AML y CPSC-CI) y su equipo lanzaron su primer campeonato para popularizarlo.

## Primer campeonato
AML organizó su primer campeonato en Costa de Marfil el 21 de octubre de 2023. Un campeonato que fue un escaparate espectacular de algunos de los mejores luchadores de MMA de todo el continente africano. Este campeonato avivó aún más el interés de muchos jóvenes.
Así, después de la primera fase el 21 de octubre de 2023, los cuartos de final de la primera edición se llevaron a cabo el 23 de diciembre de 2023, en el Centro Deportivo, Cultural y de TIC marfileño-coreano Alassane Ouattara. Y fue una noche histórica en tres niveles. Estos cuartos de final registraron una asistencia récord con más de 2800 personas presentes en la sala.
El combate estelar de esa noche enfrentó al burkinés Sankara Abdoul contra Fahida Phils de Costa de Marfil (70-75 kg). Fue un deleite, al igual que el choque entre Jean Philippe Djidja y Koné Kassoum (+85 kg) y Gahoua Junior contra Roger Moassong (+85 kg).
Después de la primera fase el 21 de octubre y los cuartos de final el 23 de diciembre de 2023, la African MMA League (AML) vuelve a la carga con las semifinales. Será el 2 de marzo de 2024. Después de la primera fase y los cuartos de final excepcionales, Ismaël Bakayoko, el promotor de AML y su equipo, convocan a todos los aficionados de MMA en marzo de 2024 con las semifinales.
Pero antes, la Fight Night del 2 de marzo, habrá un primer seminario de formación de niveles 1 y 2 para jueces y árbitros el 28 de enero. Luego, se centrarán en la conferencia de prensa de anuncio el 17 de febrero. 24 horas después, habrá el acto 2 del seminario de formación de niveles 1 y 2 para jueces y árbitros.
El pesaje, por su parte, está programado para el 1 de marzo de 2024, un día antes de las semifinales previstas para el sábado 2 de marzo. El 4 de marzo, se llevará a cabo la conferencia de prensa de balance de estas semifinales.
El gran ganador de la primera edición de AML se llevará a casa la suma de 1,500,000 FCFA al final de la final, lo que suma un total de 2,400,000 FCFA como ganancia acumulada en toda la competición. El afortunado también volará a Las Vegas, Estados Unidos, para un mes de estancia totalmente pagado.

## Desarrollo de la disciplina deportiva
La African MMA League se especializa en la gestión de competiciones y actividades de artes marciales mixtas, proporcionando entornos saludables, seguros y emocionantes donde los participantes y los ganadores reciben ganancias, regalos, trofeos, medallas y reconocimiento.
AML ofrece a sus fanáticos algunos de los combates más entretenidos. Cada luchador se destaca en las plataformas de comunicación de AML (blog y sitio web) que se utilizan para informar al público sobre las nuevas tendencias, los próximos combates y eventos, así como para seguir las noticias en general.
La fuerza de AML radica en su junta directiva compuesta por socios internacionales como: Lee James (entrenador certificado de la UFC), Ismaël Bakayoko (consultor de estrategia comercial), Mohamed Dramera (asesor financiero) y Oly la Machine (Campeón de Muay-Thai de Costa de Marfil).
Ellos aseguran la dirección estratégica de la organización al encontrar oportunidades, establecer objetivos, adquirir recursos, controlar las finanzas y evaluar los riesgos.

## Los reglamentos de la disciplina
La African Mma League valida la victoria o la derrota de sus combatientes basándose en las regulaciones internacionales de los códigos de arbitraje del Unified Rules of Mixed Martial Arts a los cuales se deben adherir para estar autorizados a producir eventos de Mma. Aquí hay un resumen de esta regulación.

## Duración de las peleas
Las peleas no titulares duran 3 asaltos. Las peleas titulares duran 5 asaltos. Desde 2012, el "evento principal" (main event) de un evento también consta de 5 asaltos (incluso si no hay un título en juego). Los asaltos duran 5 minutos. Hay un período de descanso de 1 minuto que se respeta entre cada asalto.

## Faltas
En cuanto a las faltas, incluyen, entre otras cosas, una patada o rodilla a la cara cuando el oponente está en el suelo (con al menos una rodilla en el suelo); golpe de cabeza; sujetar un ojo de cualquier manera; morder; agarrar el pelo; "Fish hooking" (técnica que consiste en rasgar los tejidos alrededor de los orificios como lo haría un anzuelo en la boca de un pez).
Además, golpes en las partes genitales; introducir un dedo en un orificio o herida de un oponente; manipulación de pequeñas articulaciones como los dedos; golpear con el codo la cabeza de un oponente que está en el suelo, en un movimiento de arriba hacia abajo (con la punta del codo). O dar golpes en la garganta y agarrar la tráquea.
En cuanto a las faltas, el atleta es sancionado cuando pellizca, retuerce o arranca la carne; agarra y tira de los hombros y la clavícula; da golpes en el bulbo raquídeo (en la parte posterior de la cabeza); en la espalda (columna vertebral); arroja a un oponente fuera de la arena; sujeta la ropa del oponente; escupe y adopta un comportamiento antideportivo que pueda causar lesiones al oponente.

## Arbitraje y faltas
El árbitro determina si la falta es intencional o repetitiva, en cuyo caso está facultado para deducir puntos de penalización en el asalto en curso. Si la falta resulta en la imposibilidad de continuar la pelea, el combatiente culpable es descalificado si la falta es intencional o la pelea se considera "No-Contest" (como si no hubiera tenido lugar) si es involuntaria.

## Resultado de una pelea
Una pelea implica varios participantes. Los dos combatientes que se enfrentan, así como sus segundos (entrenadores, personal técnico...), el árbitro, tres jueces autorizados para puntuar la pelea y un médico.
Solo los combatientes y el árbitro están en el octágono durante la pelea. Los segundos y el médico intervienen entre los asaltos. El árbitro está facultado para detener temporalmente la pelea e involucrar al médico.
Los tres jueces están fuera, a cada lado de la superficie de combate. Un enfrentamiento puede terminar antes del final del tiempo reglamentario por decisión del árbitro o del médico.
El final de la pelea puede tener varias denominaciones. Entre ellas, se encuentran la sumisión: el árbitro interviene y detiene la pelea cuando un combatiente golpea claramente en el suelo o en su oponente, se somete verbalmente o muestra signos evidentes de sufrimiento (gritando).
Además, se puede declarar una sumisión técnica cuando un combatiente pierde el conocimiento (estrangulamiento) o cuando está a punto de sufrir una lesión grave mientras está atrapado en una técnica de sumisión (como en una llave, por ejemplo).
También está el Knockout (KO): el árbitro interviene y detiene la pelea cuando un combatiente queda inconsciente debido a cualquier golpe legal; el nocaut técnico (TKO): si el árbitro decide que un combatiente no puede continuar la pelea, se declara nocaut técnico.

## Formas de detener la pelea
Estas formas de detener la pelea incluyen, entre otras, la descalificación: detención del médico o del árbitro después de un golpe ilegal e intencional que resulta en la imposibilidad de continuar la pelea. El autor del golpe es descalificado.
Hay una detención del árbitro: el árbitro detiene la pelea porque uno de los combatientes ya no puede defenderse. Detención del médico: el árbitro nota una lesión en uno de los dos combatientes. Detiene temporalmente la pelea y solicita la intervención del médico para examinar y evaluar la gravedad de la lesión (corte, visión, fractura...).
Si el médico da su aprobación, la pelea continúa. Si considera que continuar podría ser peligroso para el combatiente, informa al árbitro, quien sigue su consejo y termina la pelea por nocaut técnico. Detención del rincón: un segundo del combatiente anuncia el abandono al árbitro, quien pone fin a la pelea.

## Categorías
Esta organización cuenta actualmente con 3 categorías de peso masculinas y una categoría de peso femenina. 30 combatientes profesionales de diversas disciplinas de combate cuerpo a cuerpo participaron en el primer campeonato con el único objetivo de ganar uno de los 4 trofeos en juego en cada categoría.